# Blender (Verden)
Blender is een gemeente in de Duitse deelstaat Nedersaksen. De gemeente maakt deel uit van de Samtgemeinde Thedinghausen in het Landkreis Verden. Blender telt 2.889 inwoners.
Blijkens een door de Duitse Wikipedia geraadpleegde statistiek van de deelstaat Nedersaksen bedraagt het aantal inwoners van de gemeente 2.889 per 31 december 2020.

## Ligging en indeling van de gemeente
Blender is een plattelandsgemeente met diverse kleine dorpen en gehuchten. Het ligt halverwege Thedinghausen en Verden, aan de zuidwestoever van de Wezer, bij de bocht, vanaf welke deze van Verden naar Elsfleth noordwestwaarts i.p.v. verder bovenstrooms, noordwaarts loopt.
Tot de gemeente behoren, naast Blender zelf,  de dorpen:
- Einste, 3 km ten westen van Blender
- Intschede, 4 km ten noorden van Blender. Bij Intschede kan men over een brug de Wezer oversteken naar Langwedel.
- Oiste, aan de Wezer,  3 km ten oosten van Blender.

Deze dorpen bezitten, op Einste na, alle een 19e-eeuwse, evangelisch-lutherse dorpskerk.  Blender is het grootste dorp in de gemeente. 
Verder liggen in de gemeente nog de gehuchten  Adolfshausen, Amedorf,  Gahlstorf, Hiddestorf, Holtum-Marsch,Reer, Ritzenbergen, Seestedt, Varste en Winkel.

## Bezienswaardigheden
- De dorpskerken van Intschede (in de stijl van het classicisme gebouwd in 1819) en van Blender (1827) zijn bezienswaardig.
- Ten oosten van Blender is de  6,3 ha grote Blender See, een voormalige kolk van de Wezer. Het meertje is 1 km lang, loopt in noord-zuid-richting en maximaal 100 m breed. Het door een Hollands aandoend landschap met knotwilgen en dijkjes omzoomde meertje is sinds 1936 een natuurreservaat. Een stuk van 50 m lengte is als openluchtzwembad ingericht.
- De gerestaureerde windmolen van Blender is na het kasteel te Thedinghausen de populairste trouwlocatie van de streek. Incidenteel is de molen geopend voor bezichtiging (demonstraties meel malen).
- Door de streek lopen diverse langeafstandsfietsroutes.

## Geschiedenis
Veel dorpen in de gemeente zijn al zeer oud.  Oiste wordt reeds in 860 in een document vermeld; Ritzenbergen en Amedorf in 935, Blender zelf in 1186 (blendere), Intschede in 1124  en Hiddestorf in 1179. Vanaf de middeleeuwen tot 1866 wisselden de in een grensregio gelegen dorpjes regelmatig van heerser. Gebeurtenissen van meer dan lokaal belang zijn niet overgeleverd.

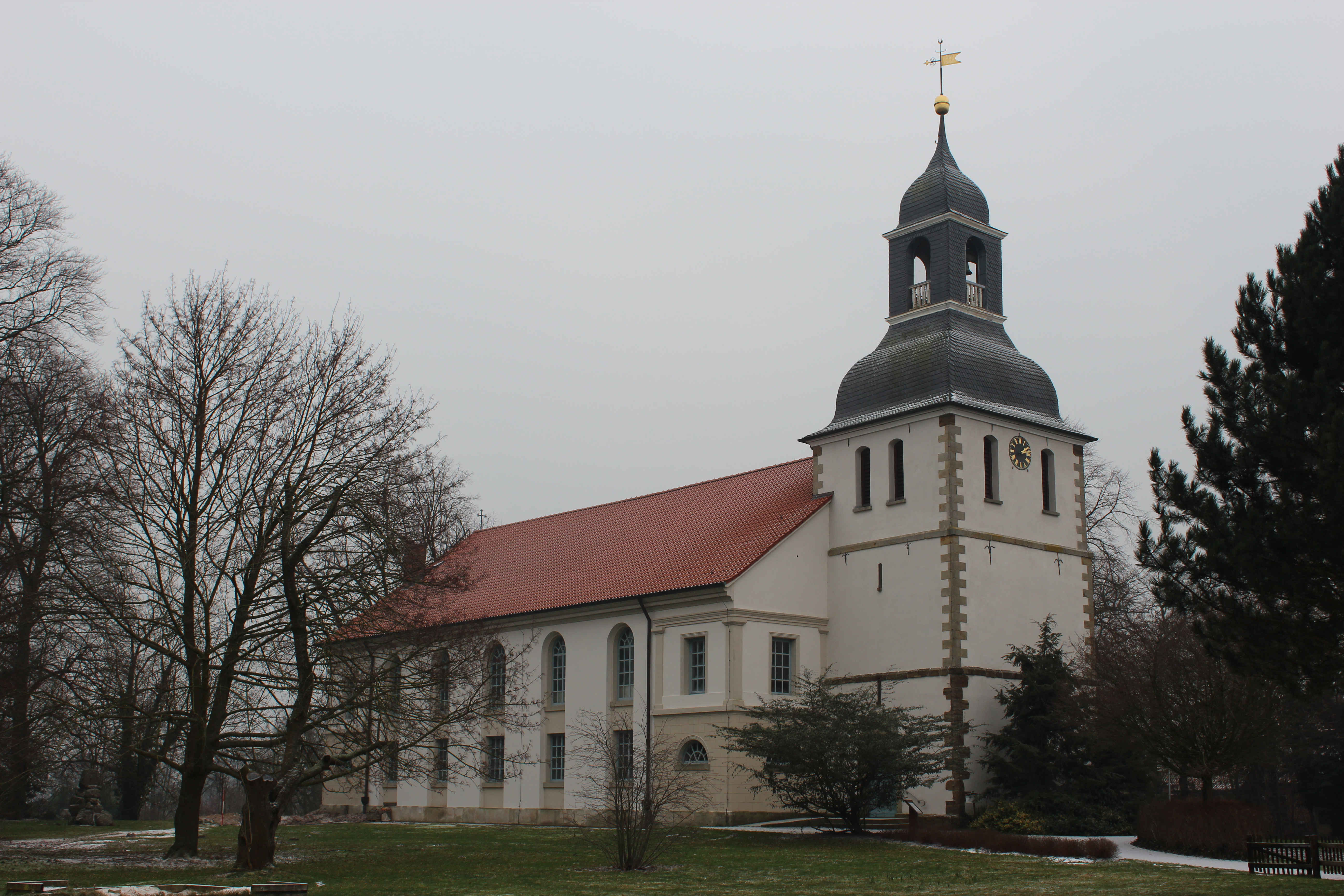
Kerk van Blender
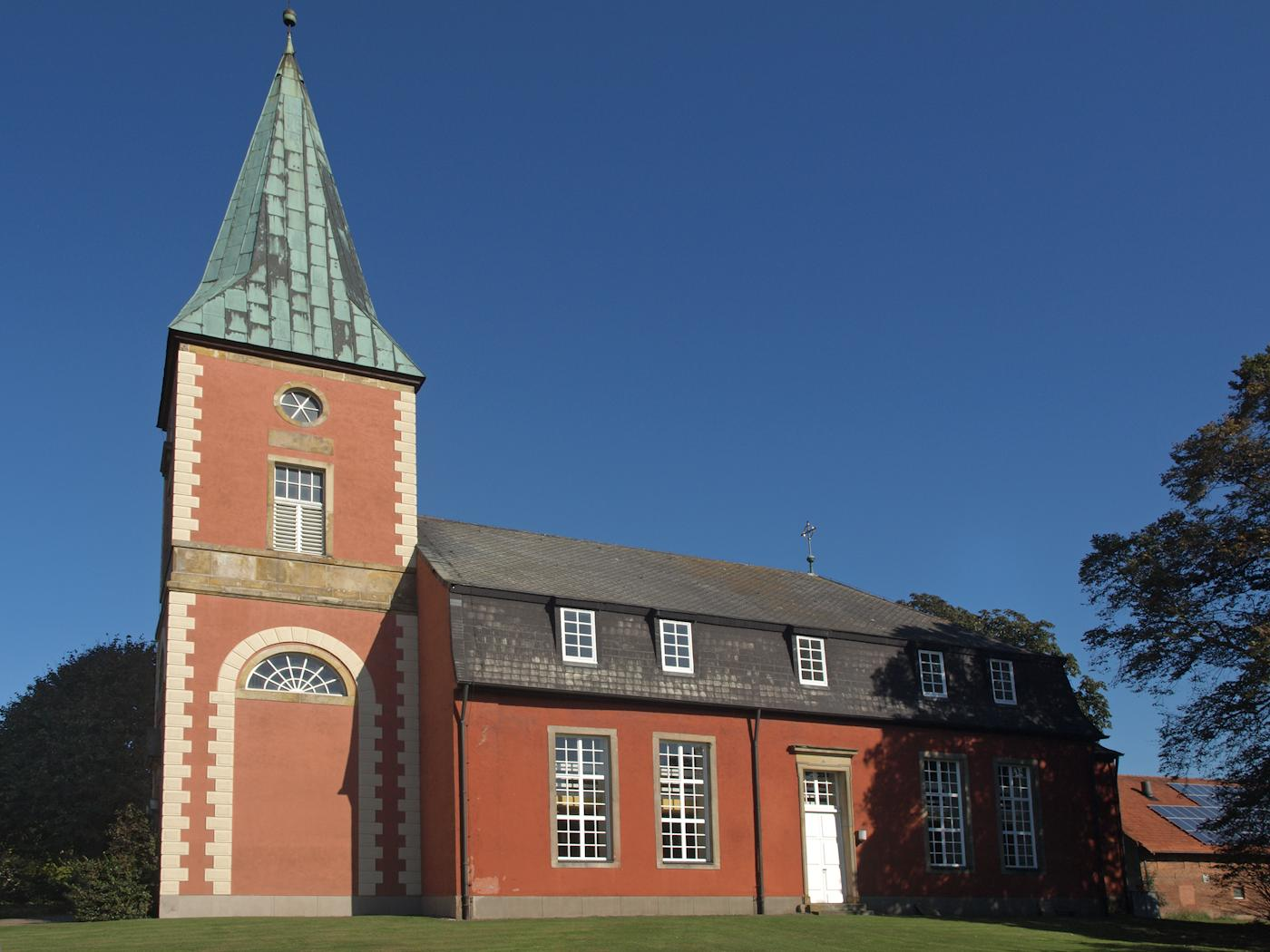
Evang.-lutherse St.-Michaëlskerk van Intschede
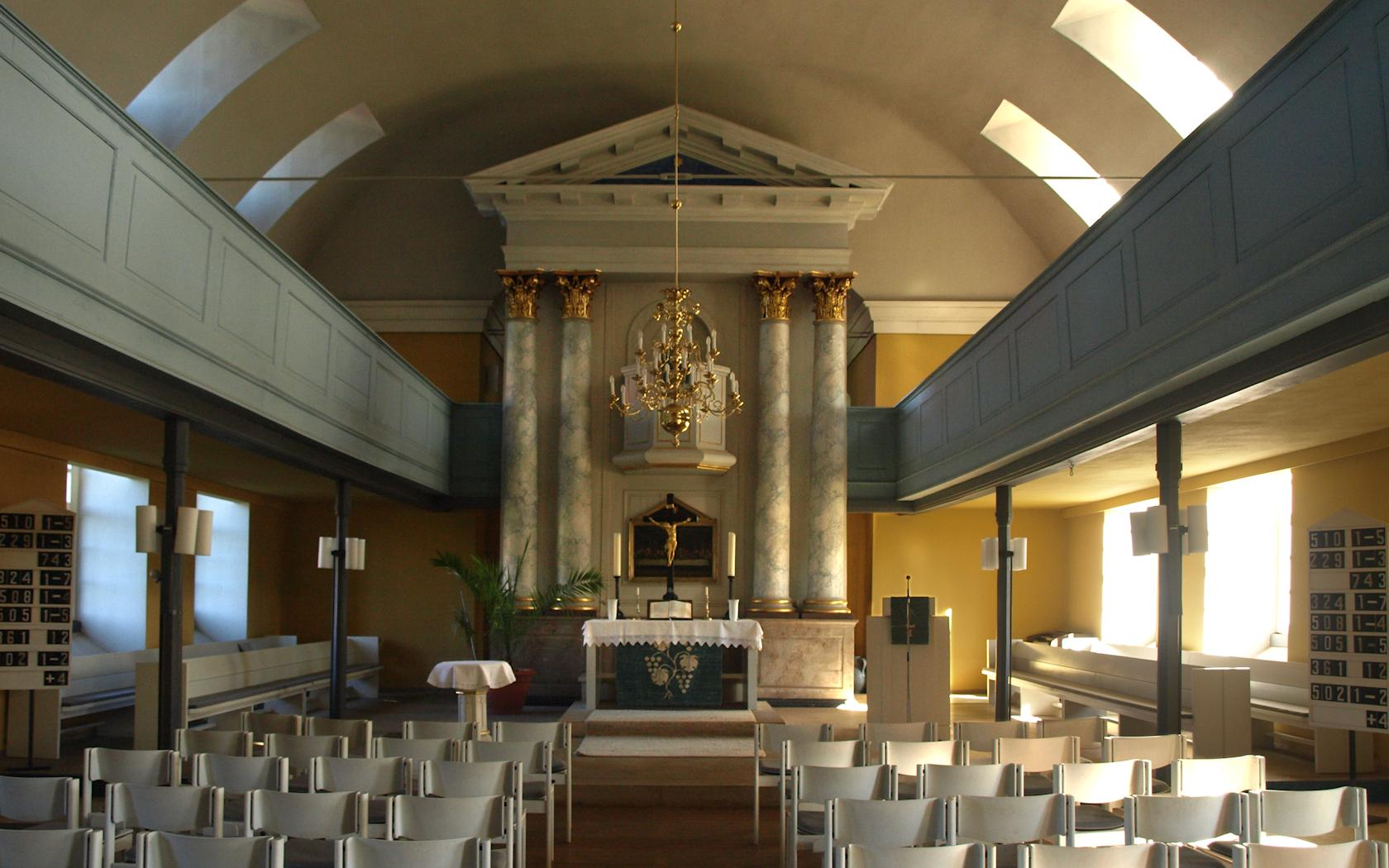
Interieur van deze kerk
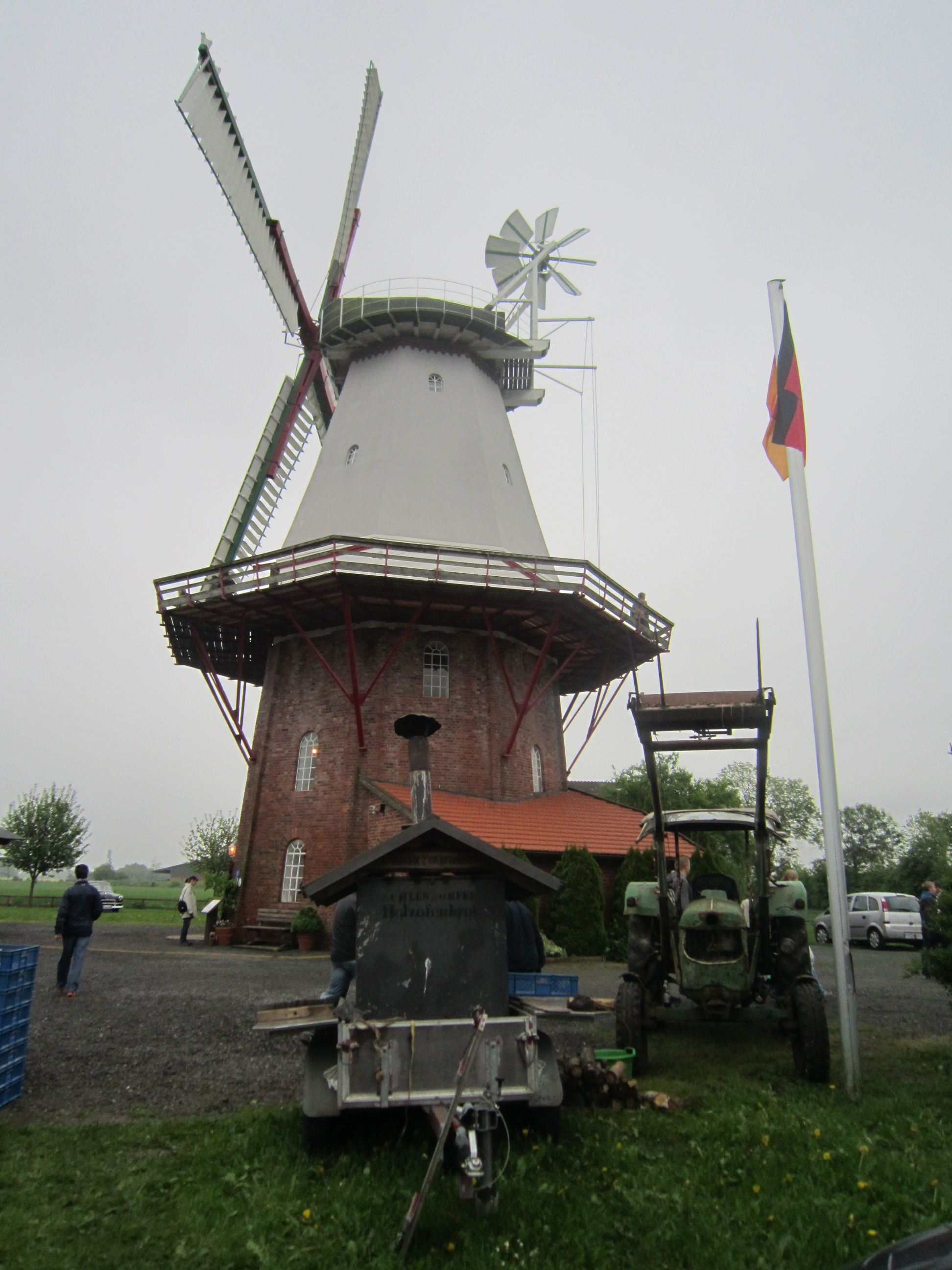
Windmolen van Blender
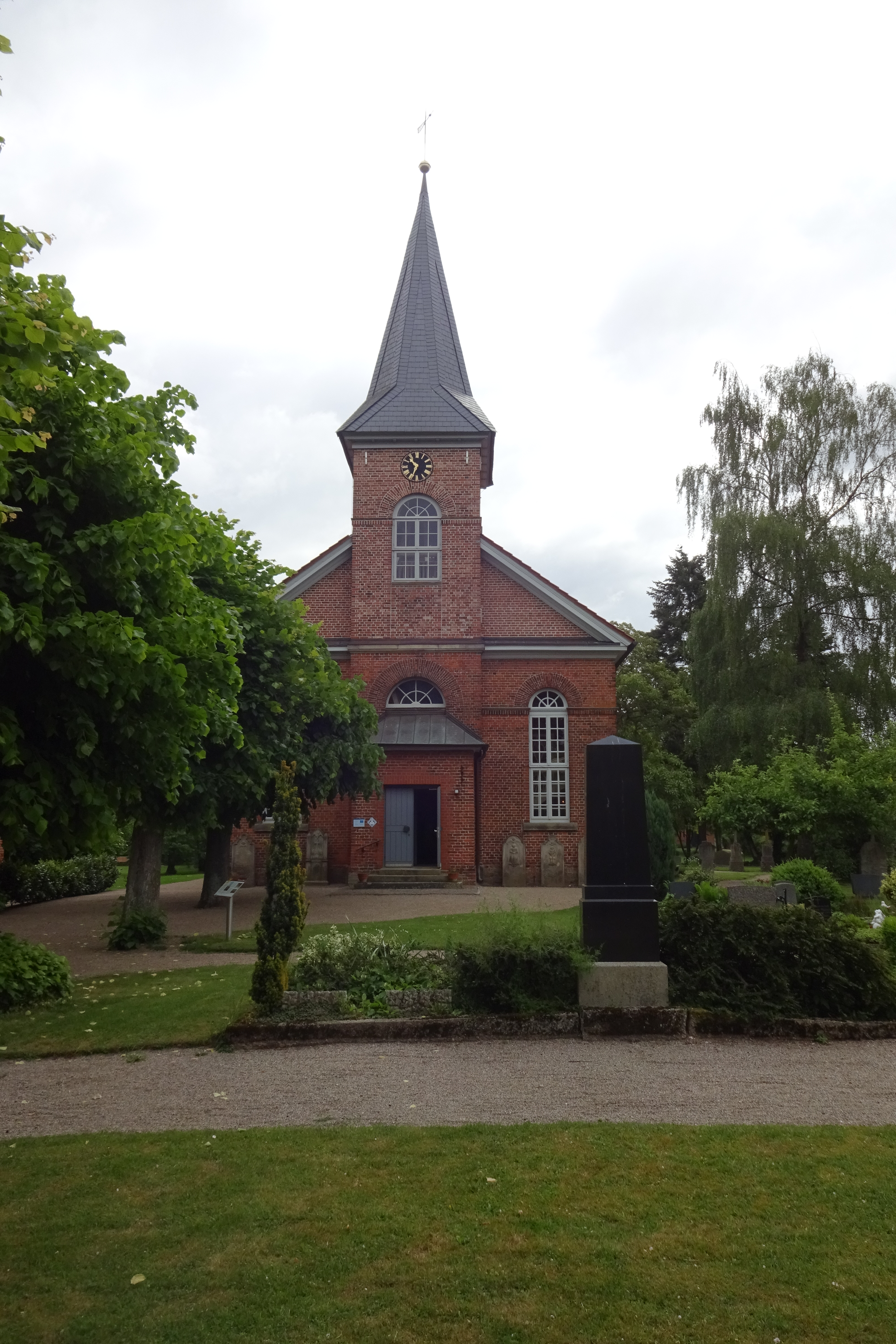
Kerkje te Oiste

- Gemeinsame Normdatei: 4088460-0
- Virtual International Authority File: 243451882
- WorldCat: E39PBJxMhFWP8J6cRVMqFGGGpP

Achim · 
Blender · 
Dörverden · 
Emtinghausen · 
Kirchlinteln · 
Langwedel · 
Ottersberg · 
Oyten · 
Riede · 
Thedinghausen · 
Verden